# Byttneria oblongata
Byttneria oblongata är en malvaväxtart som beskrevs av Johann Baptist Emanuel Pohl. Byttneria oblongata ingår i släktet Byttneria och familjen malvaväxter. Inga underarter finns listade i Catalogue of Life.